# A Twist in the Myth
A Twist in the Myth je album nemške metal skupine Blind Guardian.
Izšel je 1. septembra 2006 pri nemški založbi Nuclear Blast.

## Seznam pesmi
| Št.             | Naslov                        | Dolžina |
| --------------- | ----------------------------- | ------- |
| 1.              | „This Will Never End‟         | 5:07    |
| 2.              | „Otherland‟                   | 5:14    |
| 3.              | „Turn the Page‟               | 4:16    |
| 4.              | „Fly‟                         | 5:43    |
| 5.              | „Carry the Blessed Home‟      | 4:03    |
| 6.              | „Another Stranger Me‟         | 4:36    |
| 7.              | „Straight through the Mirror‟ | 5:48    |
| 8.              | „Lionheart‟                   | 4:15    |
| 9.              | „Skalds and Shadows‟          | 3:13    |
| 10.             | „The Edge‟                    | 4:27    |
| 11.             | „The New Order‟               | 4:49    |
| 12.             | „Dead Sound of Misery‟        | 5:18    |
| Skupna dolžina: | Skupna dolžina:               | 56:49   |